# Chinatsu Kira
Chinatsu Kira (吉良 知夏?, Kira Chinatsu; Usuki, 5 luglio 1991) è una calciatrice giapponese, attaccante dell'AEM.

## Carriera

### Club
Ha giocato per gran parte della sua carriera con la maglia dell'Urawa Reds, vincendo due campionati giapponesi. Dal 2023 milita nell'AEM, compagine di Segunda División Femenina de España.

### Nazionale
Vanta dodici presenze e cinque reti con la nazionale giapponese. Nel 2014 prese parte alla Coppa d'Asia in Vietnam dove contribuì alla vittoria finale mettendo a segno due gol, ai gironi contro la Giordania.

## Palmarès

### Club

#### Competizioni nazionali
- Campionato giapponese: 5

Urawa Reds: 2014, 2020

### Nazionale
- Coppa d'Asia (calcio femminile): 1

2014